# 霍馬德山
80°40′S 29°50′W / 80.667°S 29.833°W
霍馬德山（英語：Mount Homard）是南極洲的山峰，位於科茨地，屬於沙克爾頓山脈的一部分，處於布萊克洛克冰川發源處附近，海拔高度1,200米，在1957年由英聯邦探險隊繪入地圖。